# 欧州研修財団
欧州研修財団（おうしゅうけんしゅうざいだん、英語：European Training Foundation、略称：ETF）は、欧州連合の専門機関のひとつで1990年に認可・設立され、1994年から運用されている。イタリア共和国トリノに所在している。
財団は非欧州諸国での職業教育システムの改善を援助する。大部分は欧州連合新規加盟国、北アフリカ、中東、バルカン諸国および旧ソビエト連邦諸国のように欧州連合の周辺諸国である。
財団はノウハウと新規雇用のための訓練や人々の開発途上における経験を踏まえた生涯学習プログラムを作成しこれらの国々に提供している。これについては姉妹機関である欧州職業訓練開発センターと密接に協力しており、相互に欧州連合加盟国内での職業訓練に関して責任を負っている。
財団の職員は約130人おり、大半の欧州連合加盟国と非欧州連合の協力国を代表している。初代理事長はオランダのペーター・デ・ローイ（Peter de Rooij、1994年から2004年まで）が、次にイギリスからミュルエル・ダンバー（Muriel Dunbar、2004年から2009年まで）が、2009年7月1日からはルーマニアからメドレン・セルバン（Madlen Serban）が就任している。